# Punta Cancún
Punta Cancún es una saliente de tierra que marca el límite norte de la isla de Cancún del estado de Quintana Roo, en la costa oriental de la península de Yucatán sobre el litoral del mar Caribe.

## Localización
21°17′56″N 86°44′01″O / 21.29889, -86.73361
Esta punta corresponde a la esquina superior del "7" que asemeja cartográficamente la isla de Cancún por su forma.
La zona alberga hermosas formaciones coralinas y marca el principio de la barrera arrecifal que corre paralela a la costa oriental de la Península de Yucatán. Por su importancia ecológica ha sido declarada zona protegida. Precisamente en ese punto se encuentra el Hotel Camino Real.

## Puntas
En la Península de Yucatán el término Punta se utiliza para designar las formaciones relacionadas con la configuración de la costa. Por su morfología es posible distinguir dos tipos de Puntas: los extremos del cordón litoral que señalan las entradas de mar hacia los esteros y, por otro lado, las salientes de tierra hacia el mar, sean arenosas o pétreas, y que marcan un cambio de dirección en el trazo de la línea del litoral.

## Lugar de gran atractivo turístico
En la actualidad es un lugar vistado por una importante corriente turística lo cual ha ejercido una presión sobre el medio ambiente. De aquí que se hayan redoblado las medidas proteccionistas para el lugar.